# عبدالسید (شوشتر)
عبدالسید (شوشتر)، روستایی از توابع بخش شادروان شهرستان شوشتر در استان خوزستان ایران است.

## جمعیت
این روستا در دهستان شعیبیه غربی قرار دارد و براساس سرشماری مرکز آمار ایران در سال ۱۳۸۵، جمعیت آن ۶۴۳ نفر (۱۰۷خانوار) بوده‌است.